# Secondhand Rapture
Secondhand Rapture es el álbum de estudio debut del dúo estadounidense MS MR lanzado el 14 de mayo de 2013 por Columbia Records. El álbum fue escrito y producido por MS MR con la producción y mezcla adicional realizada por Tom Elmhirst.

## Lista de canciones
Todas las letras escritas por MS MR, toda la música compuesta por MS MR, con la producción adicional de Tom Elmhirst. 
| N.º | Título                | Duración |  |
| 1.  | «Hurricane»           | 3:46     |  |
| 2.  | «Bones»               | 4:15     |  |
| 3.  | «Ash Tree Lane»       | 3:13     |  |
| 4.  | «Fantasy»             | 3:28     |  |
| 5.  | «Dark Doo Wop»        | 2:53     |  |
| 6.  | «Head Is Not My Home» | 3:33     |  |
| 7.  | «Salty Sweet»         | 3:12     |  |
| 8.  | «Think Of You»        | 3:26     |  |
| 9.  | «Twenty Seven»        | 3:39     |  |
| 10. | «BTSK»                | 3:27     |  |
| 11. | «No Trace»            | 3:16     |  |
| 12. | «This Isn't Control»  | 3:58     |  |

- Datos: Q13408149